# 北美三棱箱魨
北美三棱箱魨為輻鰭魚綱魨形目鱗魨亞目箱魨科的其中一種，分布於北美洲海域，為熱帶海水魚，棲息於沿海底層水域，生活習性不明。